# Fernanda da Silva
Fernanda França da Silva (São Bernardo do Campo, 25 september 1989) is een handbalster uit Brazilië. Ze speelde onder meer clubhandbal in Oostenrijk bij Hypo Niederösterreich (2011-2014) en in Roemenië bij CSM București (2014-2016). Daarna vertrok ze naar Duitsland.
Da Silva, international sinds 2011, vertegenwoordigde haar Zuid-Amerikaanse vaderland tweemaal op rij bij de Olympische Spelen: 2012 (Londen) en 2016 (Rio de Janeiro). Haar grootste succes beleefde Da Silva in 2013, toen ze met Brazilië de wereldtitel won in Servië. De kampioensploeg stond onder leiding van bondscoach Morten Soubak. Ze was met 55 treffers topscorer van het Pan-Amerikaans kampioenschap 2013, waar Brazilië voor de achtste keer de titel greep.